# Chiesa di Santa Apollonia di Mezzaratta
La chiesa di Santa Apollonia di Mezzaratta (conosciuta anche come Santa Maria di Mezzaratta) è una chiesa sconsacrata di Bologna che sorge a metà della salita per il colle dell'Osservanza, posizione a cui deve il proprio nome (A mezza ratta ovvero a mezza salita).

## Storia
Questo edificio faceva parte di un complesso religioso che ospitava anche due oratori, uno dei quali custodiva la Madonna dei Denti di Vitale da Bologna oggi conservata presso il Museo Davia Bargellini.
A partire dal 1292 la chiesa di Santa Apollonia fu gestita dalla compagnia laicale dei disciplinati del Buon Gesù, che si occupava dell'assistenza ai pellegrini e ai condannati a morte. Fu proprio su iniziativa di questa compagnia che la chiesa venne affrescata tra la metà del XIV e il XV. Per quest'opera furono chiamati alcuni artisti famosi come Vitale da Bologna e Simone dei Crocifissi che, insieme ai loro allievi, crearono il più importante ciclo di pittura gotica bolognese pervenutoci intatto.

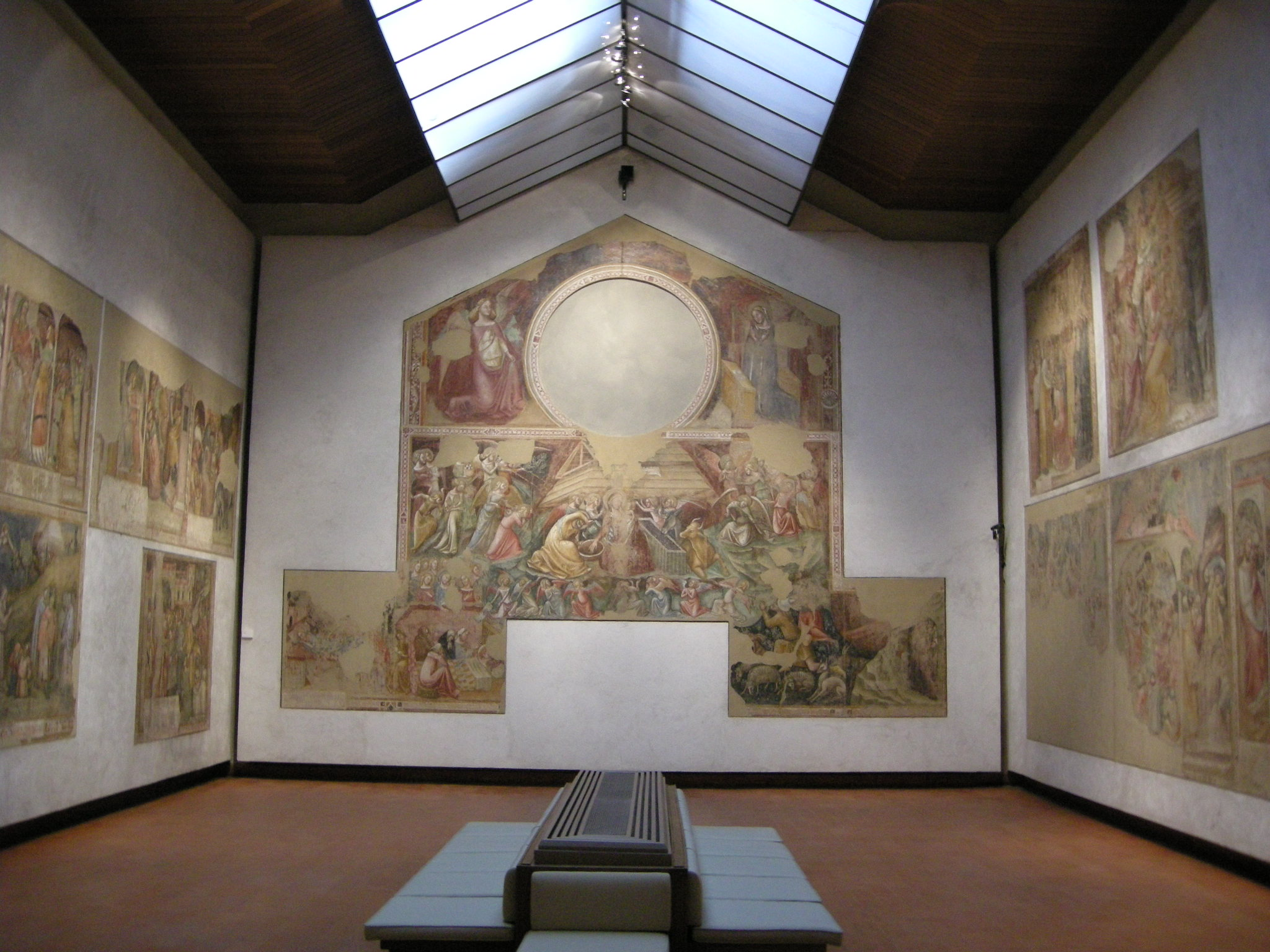
Gli affreschi distaccati della controfacciata

A Vitale da Bologna sono attribuite le scene della controfacciata: in particolare la Natività, il Sogno della Vergine, la Discesa di Cristo nel Limbo, l'Annunciazione e il Battesimo di Cristo. Le pareti laterali furono affrescate con scene della vita di Giuseppe e Mosé, da un lato, e di Cristo, dall'altro.
Nonostante varie polemiche, tra il 1949 e il 1963 si procedette al distacco degli affreschi per preservali dalle infiltrazioni d'acqua. Da allora sono esposti in una sala della Pinacoteca Nazionale di Bologna in cui sono stati riposizionati come si trovavano all'interno della chiesa. Nella pinacoteca sono inoltre in mostra anche i disegni preparatori degli affreschi (sinopie) riapparsi dopo lo stacco e a loro volta rimossi.